# Kozármisleny
Kozármisleny (en croata: Mišljen, en alemán: Mischlen) es una ciudad del condado de Baranya, al sur de Hungría. Se encuentra al sureste de la ciudad de Pécs.

## Historia
La historia de Kozármisleny se remonta a principios de la Edad del Bronce, como indican los hallazgos arqueológicos. También se han encontrado restos romanos en la zona. La carretera militar transcontinental que conectaba Sremska Mitrovica con Pécs, Szombathely y Sopron pasaba cerca del lugar. Los ávaros que vivieron aquí entre los siglos VI y IX también dejaron algunas reliquias. Se han encontrado varias tumbas que datan de la época de la conquista húngara.
El pueblo adquirió su forma actual cuando dos asentamientos más pequeños, Kiskozár y Misleny, se unieron en 1928. El nombre de Kozár se mencionó por primera vez en documentos de 1332-1335, en los registros de diezmos papales, con la forma Kosar. Misleny se mencionó por primera vez en un documento que data de 1266, como Myslen. El lugar desempeñó un papel importante en el desarrollo del condado de Baranya. Originalmente había dos áreas, cada una gobernada por un castillo construido en sus centros. Una de ellas era Baranyavár, la otra Koaszt, con su centro en algún lugar entre Kozármisleny y Nagykozár . El condado de Baranya se desarrolló a partir de estas dos áreas.
Kiskozár estuvo habitada continuamente, incluso bajo el dominio turco. En los siglos XVII y XVIII, familias eslavas del sur se asentaron junto a la población húngara. Algunas se asimilaron, otras se marcharon con el tiempo. Alrededor de 1760, llegaron colonos alemanes y, a mediados del siglo pasado, eran mayoría. Misleny estuvo habitada bajo el dominio turco, y en los siglos XVII y XVIII su población era en parte húngara y en parte eslava. Tras la guerra de la independencia de 1703 a 1711, solamente permanecieron los húngaros.

## Presente
Kozármisleny se encuentra actualmente en un período de crecimiento y desarrollo de infraestructura. La ciudad cuenta con restaurantes, pensiones, dos confiterías, dos panaderías, tiendas SPAR, dos farmacias, además de dentistas y consultorios médicos para adultos y niños. La población también ha crecido. En la década de 1970, Kozármisleny contaba con 2000 habitantes; a fecha de 2024, su población ha aumentado hasta los 6 750.  El presidente de la República de Hungría la declaró como ciudad el 1 de julio de 2007, convirtiéndose en la decimotercera ciudad del condado de Baranya.
La ciudad cuenta con un centro comunitario, el Centro Comunitario General Janikovszky Éva, que surgió con la unificación de la guardería, el jardín de infancia, la escuela primaria y la biblioteca.
En el pueblo hay dos iglesias católicas y una iglesia reformada. La iglesia católica original del pueblo fue consagrada en 1971. En su interior se encuentra una estatua de Santa Margarita de Escocia. La segunda iglesia católica, construida como parte del convento, pertenece a los Enfermeros de San Francisco de Asís. Su construcción comenzó en 1993 y fue consagrada el 31 de marzo de 1997 a Nicolás de Flüe (Hermano Klaus, patrón de Suiza). Los diseños fueron realizados por Ottó Vince, arquitecto residente en Pécs.
En Kozármisleny trabajan varias asociaciones locales y organizaciones civiles. Estas participan activamente en la organización de fiestas, concursos y encuentros de danzas folclóricas de la ciudad.
El pueblo celebra su día el 6 de septiembre. Ese día se entregan premios.
Al este de Kozármisleny hay una estación de transmisión de onda media que funciona en 873 kHz con 20 kW utilizando un radiador en una torre arriostrada de 133 metros de altura como antena.

## Demografía
En 2022, la población de la ciudad era 90,2% húngara, 4,6% alemana, 1,9% croata y 3,7% de origen no europeo. La población era 32,5% católica, 5,7% reformada, 1,5% luterana y 18,0% aconfesional.

## Ciudades hermanadas
Kozármisleny está hermanada con:
- Kopačevo, Croacia
- Ocna Mureș, Rumanía
- Orimattila, Finlandia
- Pag, Croacia
- Sezze, Italia
- Várda, Hungría

## Deporte
Kozármisleny cuenta con un pabellón deportivo, un campo de fútbol cubierto con césped artificial, un estanque de peces, un gimnasio y una escuela de equitación.
El club de fútbol de la ciudad es el Kozármisleny SE, que actualmente juega en la segunda división húngara, NB2. En la ciudad también se puede practicar gimnasia rítmica, baloncesto, balonmano y tenis de mesa.